# جميل المعلوف
جميل بن إبراهيم بن نُعمان المعلوف هو صحفي وكاتب ومُؤرِّخ عُثماني ثُمَّ لُبناني. وُلد في مدينة زحلة البقاعيَّة التابعة حينذاك لمُتصرفيَّة جبل لُبنان، يوم 15 شُباط (فبراير) 1879م المُوافق 23 صفر 1296هـ.
تلقَّى دُرُوسه الأوليَّة في المدرسة الأُسقُفيَّة بمسقط رأسه ثُمَّ انتقل إلى مدرسة الآباء الكبُّوشيين في بلدة صليما بقضاء بعبدا في جبل لُبنان، ثُمَّ إلى مدرسة الحكمة فالمدرسة السُلطانيَّة في بيروت. هاجر سنة 1897م إلى نيويورك في الولايات المُتحدة الأمريكيَّة وعاون عمُّه يُوسُف نُعمان المعلوف في تحرير جريدة «الأيَّام» لعشر سنين. تعرَّف أثناء إقامته في نيويورك على الشاعر والفيلسوف والأديب الشهير جُبران خليل جُبران وعُقدت صداقة بينهما، ولدى افتراقهما تبادلا بعض الرسائل.
أسَّس جميل المعلوف في نيويورك جمعيَّةً أدبيَّة سمَّاها «الحلقة الأدبيَّة الأفغانيَّة» نسبةً إلى الإمام جمال الدين الأفغاني. وبادر في سنة 1899م إلى تأسيس جمعيَّةٍ سريَّة سُمِّيت «سورية الفتاة» شاركه فيها عيسى الخوري ويُوسُف شديد أبي اللَّمع وشبل دمُّوس. دعت هذه الجمعيَّة إلى اعتماد اللامركزيَّة الإداريَّة في الدولة العُثمانيَّة، بعدما تخوَّف المُفكرين والمُثقفين والإصلاحيين العرب من مساعي حزب تُركيا الفتاة تتريك جميع الأقوام المُكوِّنة للسلطنة، وخلصوا إلى أنَّهُ يترتَّب على الشوام المُثقفين أن يكون لهم جمعيَّة مبدؤها الأساسيّ «سورية للسوريِّين» تتولَّى ربط الأقطار العربيَّة في وحدةٍ واحدة شريطةَ أن يكون لكلِّ قُطرٍ استقلالُه الداخليّ على غرار الولايات المُتَّحدة الأمريكيَّة.
سافر سنة 1908م إلى ساو پاولو بالبرازيل بعد احتجاب جريدة الأيَّام عن الصُدُور وعمل مع إخوته في التجارة،  ثُمَّ سافر إلى باريس فدار الخلافة إستنبول، ثُمَّ عاد سنة 1909م إلى الديار الشَّاميَّة. تنقَّل بين بيروت والبرازيل وفرنسا بين سنتيّ 1909 و1915م، وانتخبتْه الجالية العربيَّة في الاغتراب مندوبًا عنها إلى المُؤتمر العربي الأوَّل في باريس سنة 1913م، فكان عُضوًا في لجنته التحضيريَّة.
شهد أحداث وكوراث الحرب العالميَّة الأولى خلال إقامته في بيروت، وطلبه ديوان الحرب العُرفي، الذي أقامه جمال باشا في بلدة عاليه، للمُحاكمة، فاختبأ، وانكشف أمره واعتُقل خلال شهر آب (أغسطس) 1915م وحُكم عليه بالإعدام، فأُصيب بعقله وأُدخل مًستشفى «العصفوريَّة»، ثُمَّ نُقل إلى بيته قبل نهاية الحرب، وانقطع عن الناس إلى أن تُوفي يوم 30 كانون الأوَّل (ديسمبر) 1951م المُوافق 2 ربيع الآخر 1371هـ.
تفاوتت الروايات حول كيفيَّة نجاة جميل المعلوف من الإعدام، فقال الكاتب الفلسطيني صقر أبو فخر أنَّهُ أُخلي سبيله بعدما أُصيب بعقله جرَّاء التعذيب في السجن. وقال ابن شقيقته رياض المعلوف أنَّ والده عيسى أبرز رسالةً أمام المحكمة العُرفيَّة توضح أنَّ جميل اتصل بأحد الساسة العُثمانيين في باريس وعلم منه أنَّ الحُكُومة قرَّرت منح البلاد العربيَّة استقلالًا ذاتيًّا، فكتب إليه رسالةً يدعو فيها إلى الاعتدال في مناوأتها، فأُنقذ من الشنق.

## مُؤلَّفاته
أجاد جميل المعلوف العُثمانيَّة والفرنسيَّة والإنگليزيَّة والإسبانيَّة، ووضع كُتُبًا مُتعدِّدة في السياسة والتاريخ، ولهُ أيضًا كُتُبٌ مُعرَّبة وأُخرى مخطوطة، وقصائد فلسفيَّة حِكَميَّة. أمَّا مُؤلَّفاته فمنها:
- «تُركيا الجديدة وحُقُوق الإنسان» تكلَّم فيه على الانحطاط في المشرق الإسلامي وأسبابه وعلى تفرنُج الشرقيين والتعليم في الدولة العُثمانيَّة. طُبع أوَّل مرَّة في «مطبعة المناظر» بساو پاولو سنة 1910م.[3] قال المُؤرِّخ اللُبناني فوَّاز طربُلسي عن هذا الكتاب: «إنَّ مَا نَملِكُه مِن نِتَاجِه [المعلوف] يَكَادُ يَتَلخَّص بِكتَابه «تُركيا وحُقُوق الإنسَان»».[2]
- «وصيَّة فُؤاد باشا السياسيَّة» وهي رسالة عرَّبها عن العُثمانيَّة.[5] صاحبها هو السياسي العُثماني الشهير الذي تولَّى الصدراة العُظمى (1861 - 1863م) مُحمَّد فُؤاد باشا، الذي كان راغبًا بإصلاح أحوال السلطنة.[7]
- «خزانة الأيَّام في تراجم العظام» نشره باسم عمِّه يُوسُف.[5]

ومن مُؤلَّفاته المخطوطة: «تأثير الأزهار في الطبيعة» ترجمه عن الإنگليزيَّة، و«أبناء عمِّنا الأتراك: تاريخ وعادات». ومن مُؤلَّفاته الأُخرى: «نديم السُلطان»، رواية «عقيلة آغا»، «لائحة كمال إسماعيل بك»، «حكاية أبي الهُدى الصيَّادي»، «حُكُم ناپُليون بوناپرت»، «مُستقبل السوري في أمريكا»، «دولة المرأة»، «حُكم الملك استانيسلوس الفرنسي»، «بعض أقوال بنيامين فرنكلين»، «التفتيش عن الحقيقة»، «ترتيب الأحاديث النبويَّة»، «اللُغة العربيَّة إذا تفرنجت»، «المسألة اللُبنانيَّة».
عثر الشاعر شفيق المعلوف رئيس العصبة الأندلُسيَّة في ساو پاولو، بين أوراق شقيقه فوزي على ثلاث رسائل من جُبران خليل جُبران إلى خالهما جميل، فنشرها في مجلَّة «العصبة» في العددين الثالث والرابع سنة 1948م، ثُمَّ أعاد نشر هذه الرسائل الثلاث عيسى إسكندر المعلوف والد شفيق وفوزي في مجلَّة «الأديب» سنة 1951م في الجُزئين الرابع والخامس، ثُمَّ نشرها الصحفي اللُبناني رياض حُنين في كتابٍ صدرت طبعته الأولى سنة 1983م سمَّاه «رسائل جُبران التائهة».

## حواشٍ
- ^ أ: حدَّد كُلٌ من العلَّامة الزِّركلي والمُؤرِّخ عُمر رضا كحَّالة سنة ميلاد جميل المعلوف على أنَّها 1296هـ،[5][6] ولم يُذكر التاريخ الدقيق كاملًا وفق التقويم الهجري في المراجع المُستخدمة في هذه المقالة، وإنَّما حُدِّد باستخدام مُحوِّل التاريخ في موقع «نداء الإيمان» نظرًا لأنَّ تاريخ ميلاده وفق التقويم الميلادي ذُكر كاملًا. ذُكرت هذه المعلومة في هذه الحاشية لإتمام الفائدة.

- ^ ب: صدر قانون الجنسيَّة اللُبناني في 19 كانون الثاني (يناير) 1925م خلال عهد المُفوَّض السامي الفرنسي موريس سراي (بالفرنسية: Maurice Sarrail)‏، ونصَّ في مادَّته العاشرة: «يُعَد لُبنَانِيًّا كُل شَخص مَولُود في أَرَاضي لُبنَان الكَبِير مِن أَبٍ وُلِدَ فيه أيضًا، وَكَانَ في 1 تَشرين الثاني سنة 1914 حَائِزًا للتَّابِعيَّة العُثمانِيَّة».[8]

## وصلات خارجيَّة
- جميل المعلوف على موقع أرشيف الشارخ.